# Ущелина диявола (Швейцарія)
47°20′31″ пн. ш. 7°49′52″ сх. д. / 47.3419° пн. ш. 7.83111° сх. д.
Ущелина диявола (нім. Teufelsschlucht; діалект: Tüfusschlucht) — карстова ущелина в районі муніципалітету Хегендорф біля південного підніжжя Юри. В ущелині протікає Холерсбах — притока Дюнерна. 

## Назва
Ущелина, яку на старих картах і документах називають Teufelsgraben або Cholersbachgraben, з 1955 року позначається на національній карті Швейцарії під назвою Tüfelsschlucht на місцевому діалекті.

## Геологія
Ланцюг Юра з високим рельєфом, який включає кілька гірських хребтів, що лежать один за одним і розділені розломами, насувами та ерозією, дренується Холерсбахом, який у своїй нижній частині утворив ущелину Диявола протягом мільйонів років. Вхід до Ущелини диявола знаходиться посеред села. Пішохідна стежка веде багатьма звивистими мостами та пішохідними містками, повз печери та яри до Allerheiligenberg[уточнити]. Холерсбах тече через водоспади та гладкі скельні плити вниз у село та впадає в Дюнрн на кордоні села з Каппелем.

## Історія
У 1902 році Асоціація транспорту та благоустрою Хегендорфа (VVH) відкрила ущелину туристичною стежкою до впадіння Хефербаха. Продовження пішохідної доріжки через верхню ущелину до Allerheiligenberg було реалізовано в 1910 році з відкриттям легеневого санаторію AllerHeiligenberg. Пішохідна стежка має довжину 2830 метрів і веде через 37 мостів і пішохідних містків.

Геологічно цікава ущелина зараз охороняється.

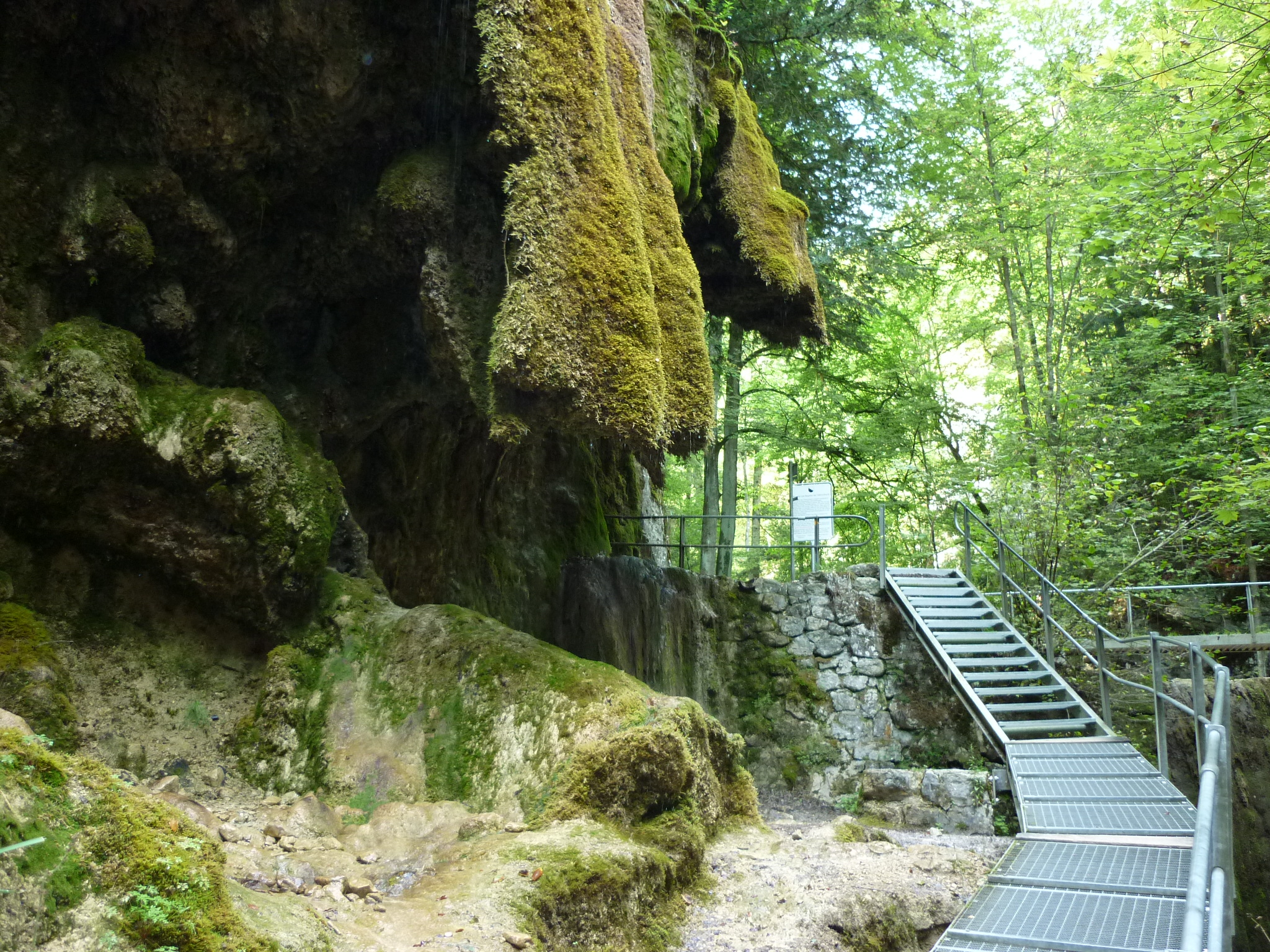
Мохові скелі біля Туфтбруннена
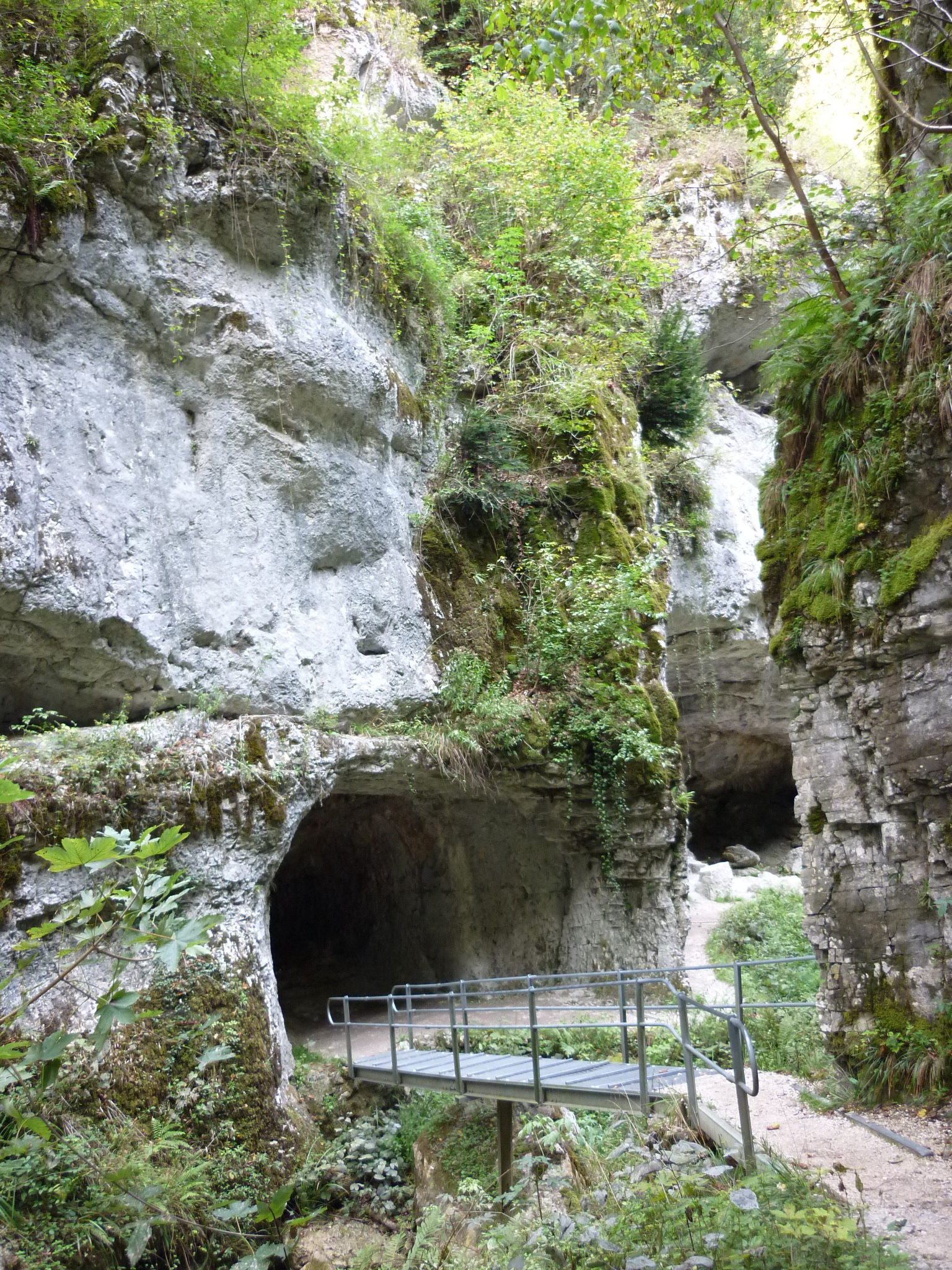
Розмиті печери
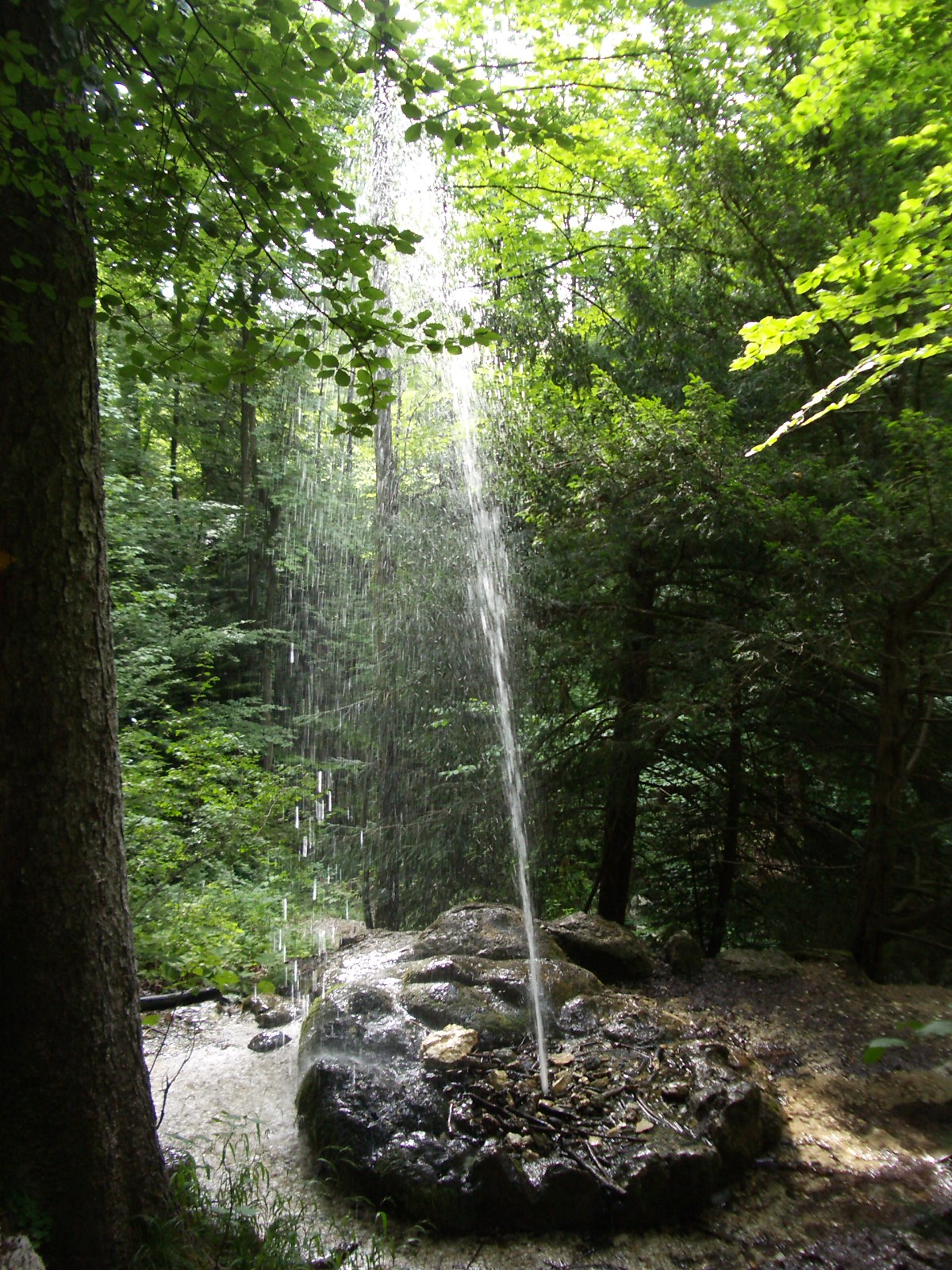
Розпилювальний фонтанчик
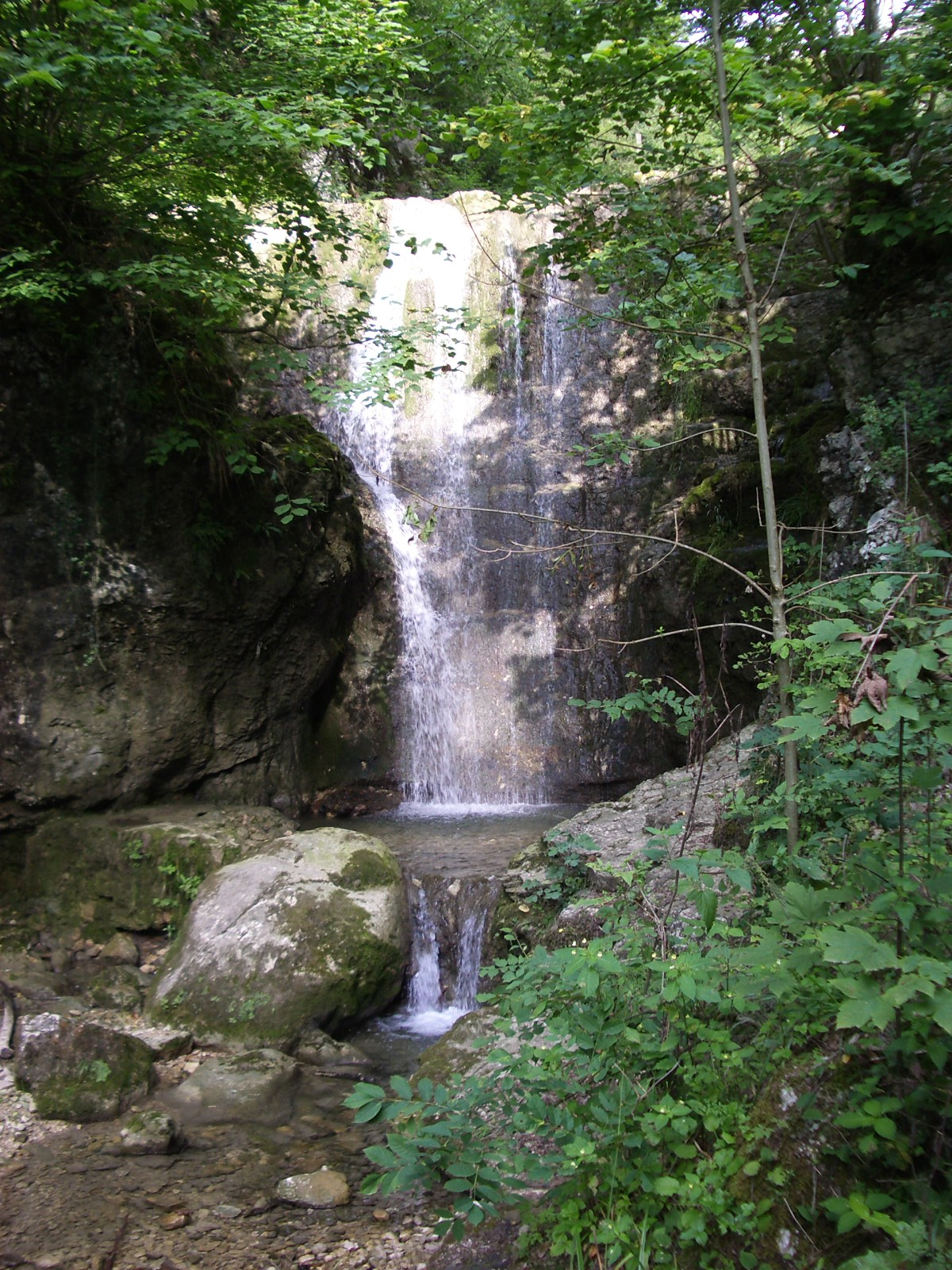
Водоспад
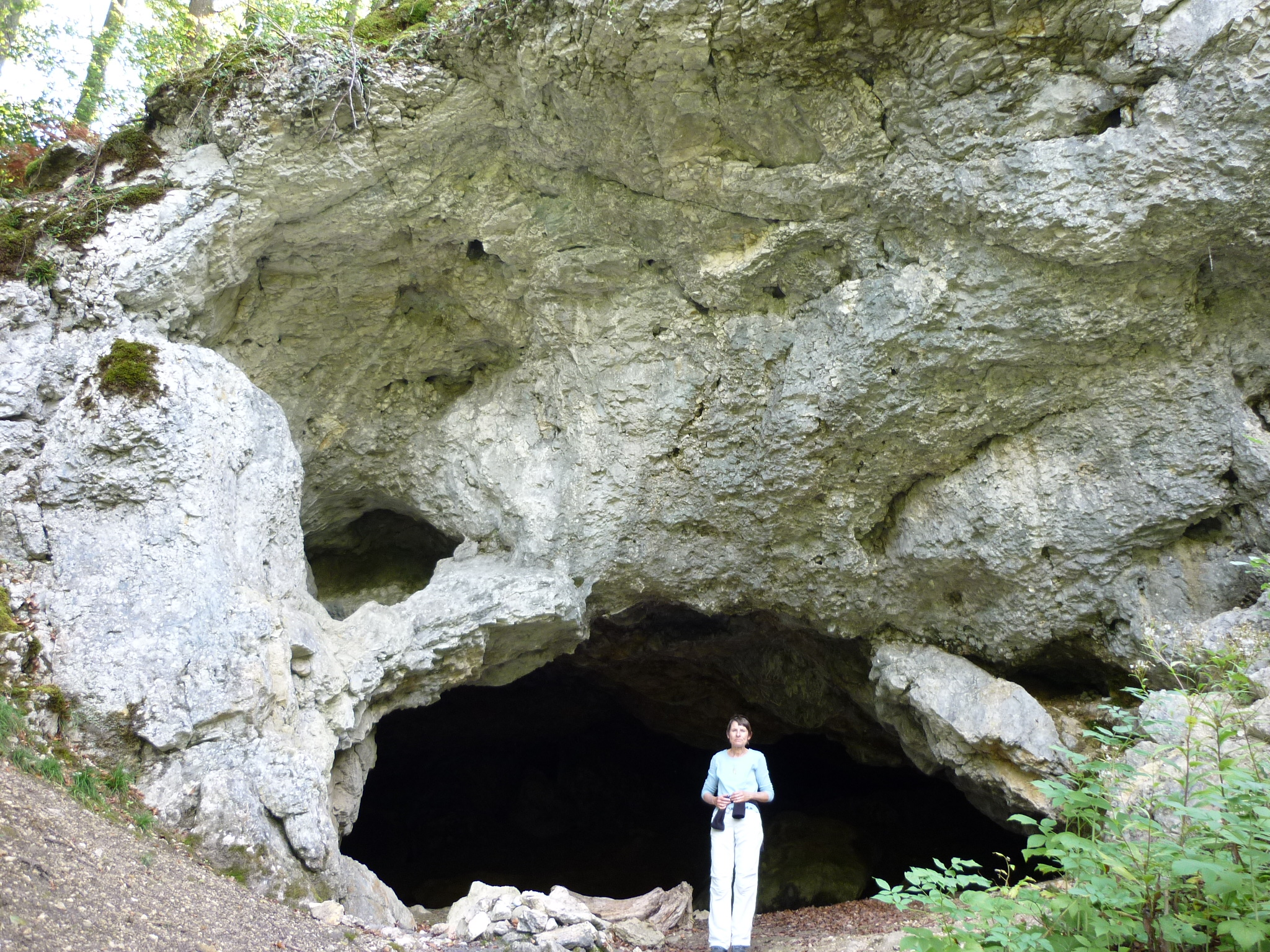
Піщана яма

## Веб-посилання
- Офіційний сайт Tüfelsschlucht
- Робоча група зі спелеології (AGS) - Піщанина та геологія Tüfelsschlucht PDF 476 KB
- Похід Tüfelsschlucht на wandersite.ch